# Roger Bouzinac
Pour les articles homonymes, voir Bouzinac.
Roger Bouzinac, né le 28 juillet 1920 à Albi et mort le 2 février 2003 à Paris 14e, est un journaliste et patron de presse français qui a dirigé l'Agence France-Presse de 1978 à 1979.

## Biographie
Il est embauché au quotidien Nice-Matin en 1945, et y exerce le rôle de correspondant local à Paris, avant d'être administrateur de ce journal de 1971 à 1998.
Entre 1951 et 1957, il participe à divers cabinets ministériels de la IVe République puis exerce les fonctions d'adjoint à la mairie du Cannet de 1965 à 1977.
Le 14 juin 1978, il prend la direction de l'Agence France Presse, provoquant la démission au Conseil d'administration de l'AFP d'Hubert Beuve-Méry. Ce dernier dénonce « le fait du prince » dans cette nomination, des administrateurs représentant des organismes publics s'étant alliés à une partie des administrateurs représentants de la presse. Roger Bouzinac quitte la direction de l'AFP le 8 octobre 1979, démissionnant avant le terme de son mandat de trois ans.
Successivement directeur délégué général du Syndicat national de la presse quotidienne régionale (SNPQR), de 1957 à 1978, puis directeur de la Fédération nationale de la presse française (FNPF), de 1979 à 1986, il représente la presse au sein de la Commission nationale de la communication et des libertés (CNCL) de 1986 à 1989 avant de participer aux activités du Conseil supérieur de l'audiovisuel (CSA) en tant que conseiller pour les affaires de presse, de 1989 à 1996.
Il meurt à Paris dans la nuit du 1er au 2 février 2003 à l'âge de 82 ans, salué par le ministre Jean-Jacques Aillagon.

## Distinctions
Il est nommé chevalier de la Légion d'honneur le 23 décembre 1970.